# Анна Хазаре
Анна Хазаре (на маратхийски: अण्णा हजारे) е индийски общественик.

## Биография
Той е роден на 15 юни 1937 година в Бхингар в семейството на работник. След като завършва седми клас започва да работи, като след време става дребен търговец на цветя в Бомбай. В средата на 70-те години се установява в Ралеган Сидхи, родното село на родителите си, и организира поредица от обществени реформи и хидротехнически мероприятия, които чувствително подобряват икономическото положение в селото. През 90-те години дейността му придобива международна известност. Той продължава да участва в национални кампании срещу корупцията.